# 千尊鐘
千尊鐘　せんぞんしょう　Senzonshō）は、お鈴（おりん）を棒又はバチで叩いて音をだす打楽器である。千尊鐘は、富山県高岡市にて明治40年に創業した仏具メーカー、株式会社 山口久乗が創り出した「久乗おりん」を使用。日本で古くから親しまれているお鈴を千尊鐘創始者の千代（Chiyo）こと萩原千代が独自の枠に捉われない演奏スタイルに創設し、千尊鐘と命名した。

## お鈴 音域
音域はC3からC6まで。低音部はC3からC4。中音部はC4からC5。高音部はC5からC6。

## 千尊鐘の形態
低音部のおりん大13個、中音部のおりん中13個、高音部のおりん小13個の全部で39個のおりんで構成される。千尊鐘では木魚を叩く時に使われる“木魚ばち”を主に使用して演奏される。

## 千尊鐘の演奏形態
それぞれの音域をピアノのように鍵盤楽器の配列に並べて、大、中、小と順番にコの字に配列し、中に入り座位で演奏（2020年時点）。曲によってはコの字の中に2人以上入り演奏することもある。演奏時に、よく一緒に使用される楽器として、神楽鈴（かぐらすず）、締め太鼓（しめだいこ）、ハープ、そしてピアノがある。

## 歴史
歴史としては浅く、2020年に千代（ちよ）が千尊鐘という演奏形態を創設。千純（ちすみ）、千由（ちゆ）と共に千尊鐘を普及している。

## 千尊鐘奏者
千尊鐘創始者の千代（ちよ）を中心に、千純（ちすみ）、千由（ちゆ）の現在は3名。それぞれがそれぞれの楽器を自由に奏でる演奏スタイルで活動中。
千代-ちよ　Chiyo
千尊鐘の第一人者。日本で古くから親しまれている鈴（りん）を独自の演奏スタイルで創設。さまざまな楽器と組み合わせた自由な現代音楽を創り出している。ピアニスト“萩原千代”としても活動。ショパンの愛弟子カール・フィルチュ研究において、日本の第一人者である。http://chiyohagiwara.com

千純-ちすみ　Chisumi
千尊鐘（せんぞんしょう）創設者のChiyoより絶大な信頼を寄せられるアーティスト。千尊鐘において和楽器を含む新境地を開拓している。ピアニスト“純子マッサーリア”としてイタリア共和国大統領賞を授与され、欧州中心に活動している。また、現代美術と舞踏、詩、音楽を統合した総合舞台芸術で世界初演を行い、ジャンルを問わない新たな世界観を創り出している。https://gmmpiano.theblog.me

千由-ちゆ　Chiyu
千尊鐘の魅力に引き込まれ、主に打楽器等を担当する。元よりクラシックバレエやフラメンコなどを学び、和の世界を見つめ直すとともに和の世界観に傾倒し、現在、剣詩舞・新舞踊・詩吟を学ぶ。鐘の音色・響と融合し、様々な音模様を描く奏者として活動中。

## 作品
- 2021年3月28日にファーストアルバム、千尊鐘／組曲『天岩戸』をリリース。

千尊鐘（全3曲）と組曲『天岩戸』（全16曲）の計19曲を収録。

## 活動
- 2021年3月21日　滋賀県彦根市にある千代神社での奉納演奏を皮切りに演奏活動を始動。
- 2024年3月に行われた鹿兒島神宮での奉納演奏は「鯛車の修復完了記念演奏会」として南日本新聞の記事に取り上げられ話題となった。
- 2024年5月にはルーマニア/セベシュで開催される第44回ルチアン・ブラガ国際フェスティバルに招聘され演奏。
- 2024年9月、神奈川公開堂にて、初の千尊鐘メインのコンサートを開催。
- 2024年11月、初の千尊鐘海外ルーマニアツアーを開催。メディアや新聞に紹介され大成功を収める。(クルージュ,トゥルグムレシュ,スフンツゲオルゲ,ソヴァータ)
- 2025年5月、世界遺産クルニク要塞の中のチャペルにてコンサートを開催予定。(ルーマニア/クルニク)

## 受賞
- 2023年3月、オンラインコンテスト "岡山杯" 入選。
- 2023年11月、イギリス国際音楽コンクール ナショナルミュージック部門絶対一等賞受賞。
- 2024年1月、国際クラシック音楽スターコンペティション トラディショナルミュージック部門一等賞受賞。
- 2024年2月、第4回ルガーノ国際音楽コンクールパーカッション部門一等賞受賞。
- 2024年10月、バッハ国際音楽コンクール トラディショナルミュージック部門特別賞付き一等賞受賞。